# غابرييل زربو
غابرييل زربو (بالإيطالية: Gabriele Zerbo)‏ هو لاعب كرة قدم إيطالي في مركز الهجوم، ولد في 16 مايو 1994 في باليرمو في إيطاليا. شارك مع منتخب إيطاليا تحت 17 سنة لكرة القدم. أما مع النوادي، فقد لعب مع كونكورديا كياجنا وكييفو فيرونا ونادي باليرمو ونادي بيرغوليتزي 1932 ونادي فيرالبيسالو.

## وصلات خارجية
- غابرييل زربو على موقع قاعدة بيانات كرة القدم.إي يو (الإنجليزية)
- غابرييل زربو على موقع Soccerway.com (الإنجليزية)